# Bernardo Erlich
Bernardo Erlich (San Miguel de Tucumán, 1963) es un humorista gráfico y diseñador argentino. Su especialidad son las viñetas humorísticas.

## Trayectoria
Bernardo es profesor de la Licenciatura de Diseño Gráfico en la Universidad del Norte Santo Tomás de Aquino. Ha publicado en el semanario La Semana de Tucumán, y en los diarios El Tribuno de Tucumán y Página/12.
Ilustró el weblog Mas respeto que soy tu madre, escrito por Hernán Casciari. Posteriormente fue publicado en un libro del mismo nombre por Editorial Plaza & Janés.
En 2005 publicó los libros infantiles El Color de mi familia y Mi amigo Grvs, el de las verdes colinas por la Editorial A Fortiori.
Participó como orador en las charlas TED que se realizaron en San Miguel de Tucumán, en mayo de 2011.
Entre 2007 y 2014 publicó una viñeta diaria en elPais.com, la edición digital del diario español El País. También participa de la Revista Orsai.
Actualmente publica quincenalmente desde 2014 una página en la revista VIVA del diario Clarín y, desde el 11 mayo del año siguiente, una tira diaria "Tira y Afloja" en la contratapa del mismo diario.